# Ali Emre Yanar
Ali Emre Yanar (* 15. Mai 1998 in Izmir) ist ein türkischer Fußballtorhüter.

## Karriere
Yanar kam in Konak, einem Stadtteil der westtürkischen Stadt Izmir, zur Welt. Hier begann mit dem Vereinsfußball in der Jugend von Izmir Altındağ SK und spielte dann nacheinander für die Nachwuchsabteilungen der Vereine Bucaspor und Altınordu İzmir.
Im März 2017 erhielt er einen Profivertrag, spielte aber weiterhin für die Nachwuchsmannschaften seines Vereins. Erst zur Rückrunde der Saison 2016/17 wurde er erst am Training der Profimannschaft Altınordus beteiligt und schließlich am 20. Mai 2017 in der Ligabegegnung gegen Eskişehirspor ihm die Möglichkeit für sein Profidebüt gegeben.